# Juan Miguel Cubas Sánchez
Juan Miguel Cubas Sánchez (* 15. September 1969 in Pájara, Fuerteventura) ist ein spanischer Bildhauer. Er ist eine der führenden Persönlichkeiten der zeitgenössischen Kunst auf den Kanarischen Inseln und ist für seine Skulpturen aus Granit, Marmor und Eisen bekannt.

## Leben und Werk
Sanchez ist Autodidakt und entdeckte in jungen Jahren sein künstlerisches Talent. Er begann im Alter von 15 Jahren Ölgemälde von Insellandschaften zu zeichnen und sich im Metallschweißen zu üben. 2003 beschloss er sich beruflich der Bildhauerei zu widmen. 2005 reiste er nach Carrara und perfektionierte seinen Umgang mit Marmor. Seine Werke zeigen menschliche Figuren, traditionelles Handwerk und die Inselfauna und sind Teil des öffentlichen Raums auf Fuerteventura.
Seit 2014 koordiniert er das Bird Sculpture Symposium. Er gestaltete Werke für das Granitmuseum Saint-Michel de Montjoie und Skulpturen für die französische Stadt La Garde. Innerhalb von neun Tagen stellte er sein achtes Werk in Frankreich fertig: Extraction und gewann damit 2025 den Wettbewerb zum 50-jährigen Jubiläum des Granite Park-Museums in Saint-Michel-de-Montjoie in der Normandie. Er erstellte das Werk aus dem lokalen blauen Granit, Bleu de Vire, der dem Park-Museum seinen Namen gibt. Sein künstlerischer Vorschlag wurde aus 38 Ideen ausgewählt. In den Gärten dieses Museums steht bereits eine seiner Skulpturen: Driving Force, ein Pferd aus blauem Granit.
Er hatte mehrere Einzel- und Gruppenausstellungen, so 2008 in der Galerie Dahe in Las Palmas de Gran Canaria und 2008 in der Galeria del Drago in Icod de los Vinos auf Teneriffa.

## Skulpturen auf Fuerteventura (Auswahl)
- In Gran Tarajal befindet sich die Steinplastik A Ti Mujer, die Sánchez anlässlich des internationalen Aktionstages gegen Gewalt an Frauen schuf.
- An der Strandpromenade von Puerto del Rosario steht ein aus rosafarbenem portugiesischem Marmor gefertigte Werk, das eine Hommage an die traditionellen kanarischen Fischer ist. Im Rahmen des 14. Internationalen Bildhauersymposiums von Puerto del Rosario. entstand die Figur in 16 Tagen aus einem 4,5 Tonnen schweren Block.
- Die Skulptur Tribute to Coastal Women ist eine Hommage an die Widerstandsfähigkeit der Küstenfrauen. Das Werk entstand auf einem internationalen Bildhauersymposium.
- An der Strandpromenade von Morro Jable steht seine Skulptur Broken Dreams, die im Oktober 2016 beim 3. Internationalen Bildhauersymposium in Pájara entstand, als Erinnerung an die menschliche Zerbrechlichkeit und die Tragödie des Ikarus.
- 2022 übergab er sein Werk La Cabra al Viento an die Inselregierung (Cabildo de Fuerteventura). Die Ziege ist 8 Meter hoch, 8 Meter lang, 3,5 m breit und das Gewicht schätzt Sanchez auf 7 bis 7,5 Tonnen.
- 2023 wurde die Skulptur Nuestra Señora del Carmen in Morro Jable im Rahmen einer Zeremonie enthüllt.[10]

## Werke (Auswahl)
- 2003: Pescador de viejas, Paseo Marítimo, Puerto del Rosario
- 2003: Majando millo, Paseo Marítimo, Puerto del Rosario
- 2004: Pulpeador,  Puerto de la Cruz, Teneriffa
- 2006: Guirre, Tesjuate, Fuerteventura
- 2008: Cabra costera, Morro Jable
- 2009: A ti, mujer,  Gran Tarajal
- Monumento al Pastor, Pájara
- 2011: Homenaje a los artesanos, Plaza de Pájara
- Homenaje a los pescadores, Las Playitas
- 2014: La Espiral, Puerto del Rosario
- 2014: Homenaje a las mujeres costeras, Morro Jable
- 2015: El deseo de espaldas, Puerto del Rosario
- 2016:  Sueños rotos (Ícaro), Morro Jable
- 2017: Pescador de sueños, Tarajalejo
- 2018: Pelea de gallos, Playa de los Pozos, Puerto del Rosario
- Monumento a la Mujer Campesina, Casillas del Ángel
- La Chalana, Puerto del Rosario
- La Cabra del Viento, Pozo Negro
- 2020: Skarabeusmann, Varel, Deutschland[11][12]
- 2024: Homenaje al pescador tradicional, Puerto del Rosario

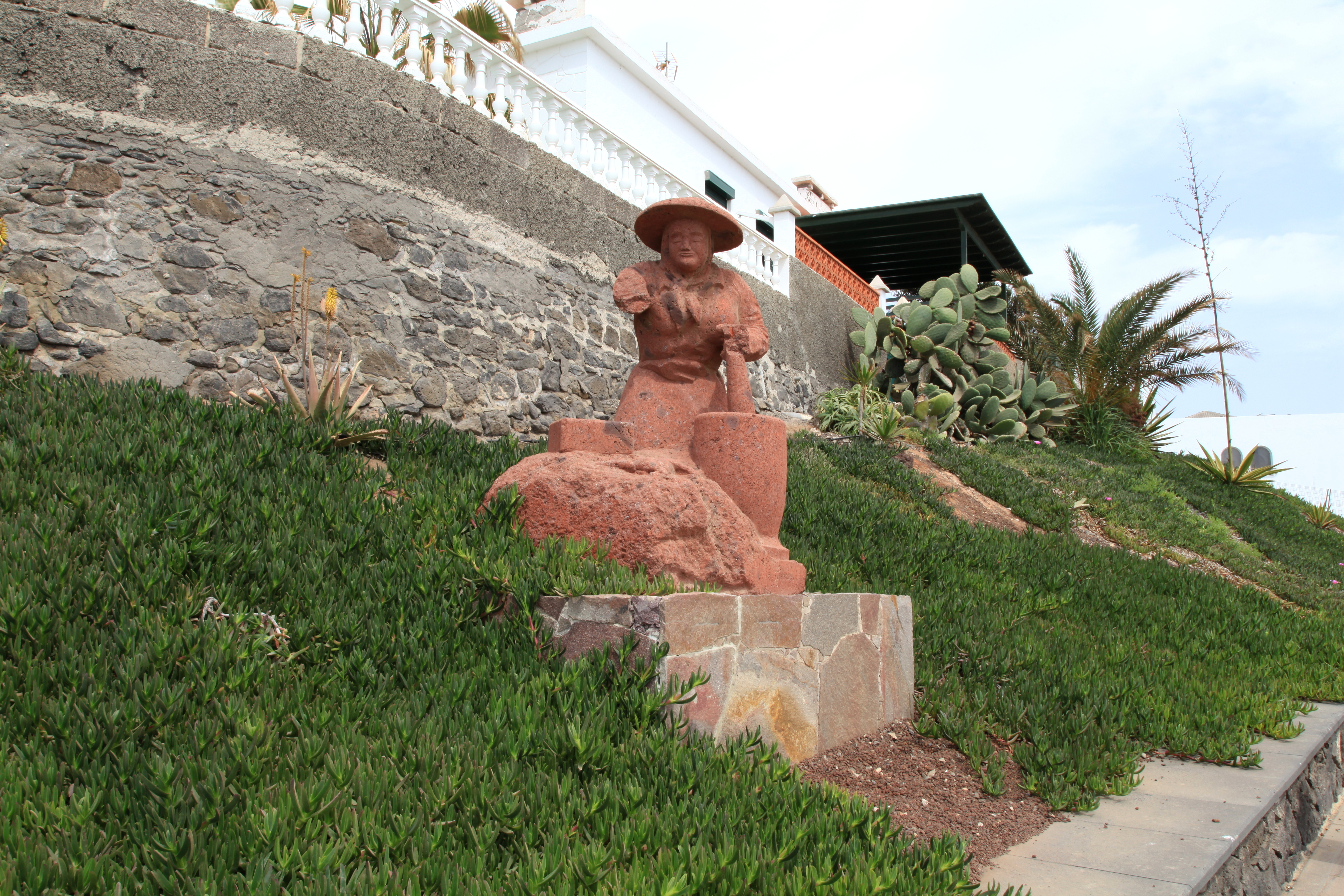
Majando millo, Puerto del Rosario
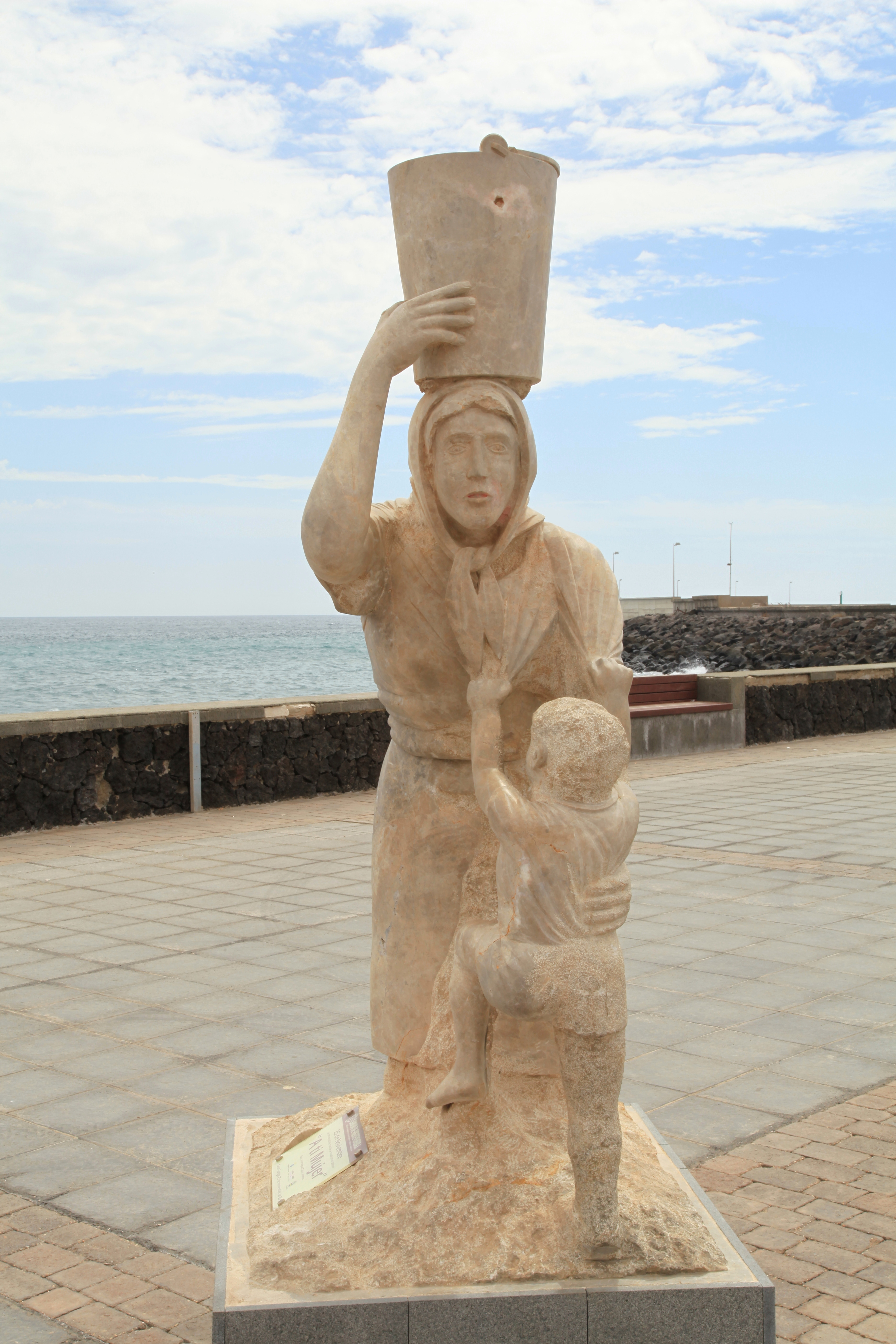
A ti Mujer, Avenida Paco Hierro in Gran Tarajal
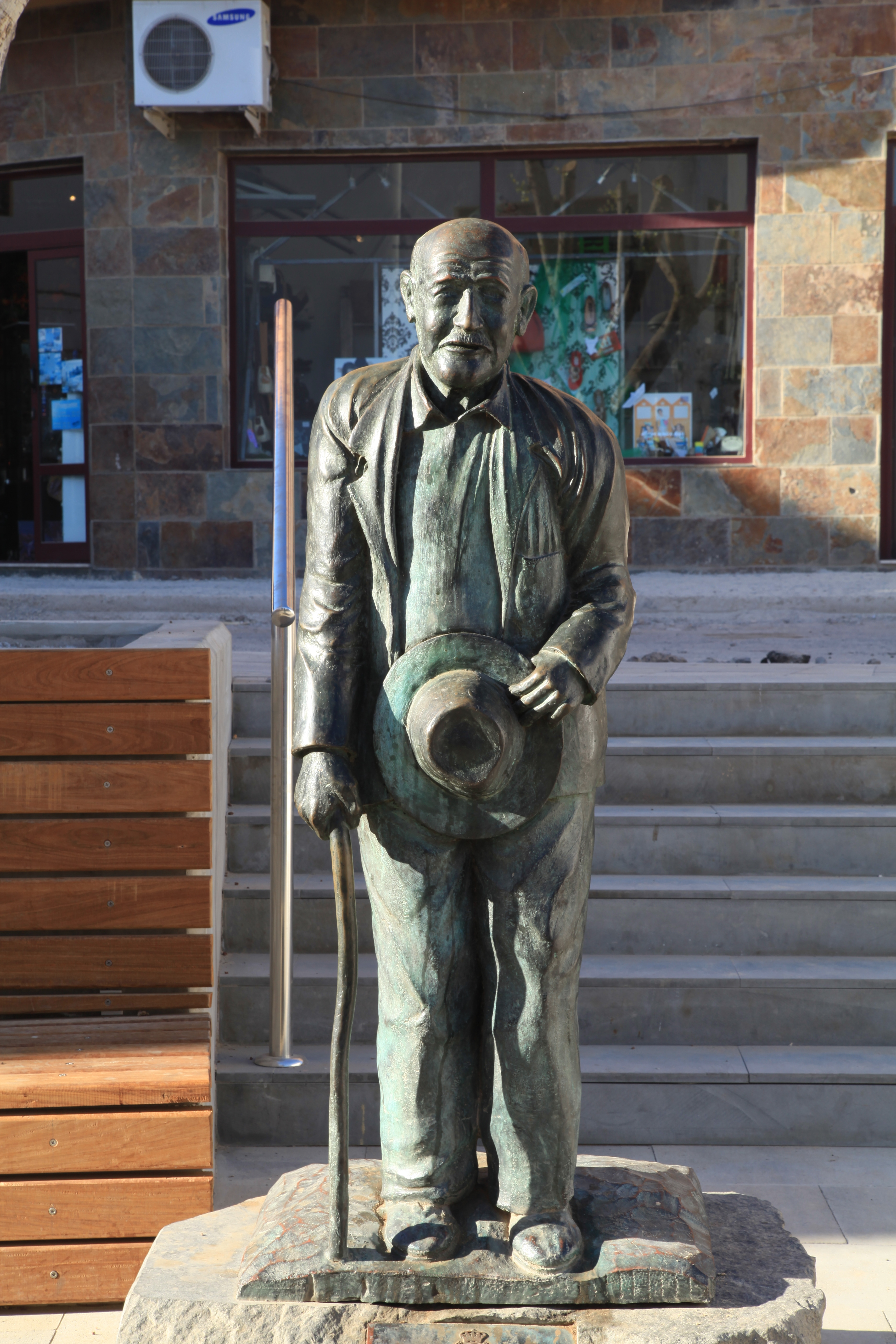
Cirilo López Umpiérrez in Morro Jable
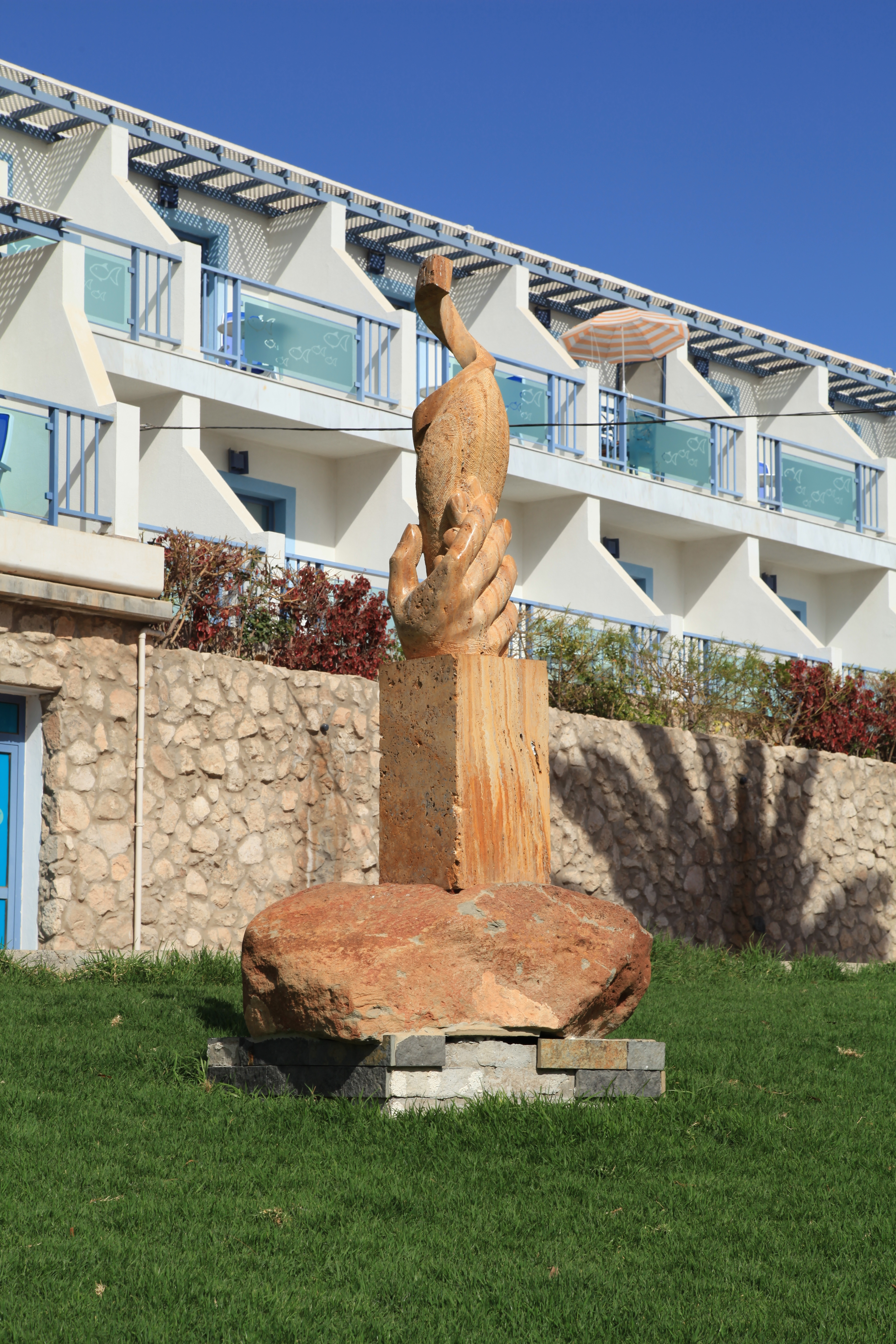
Hommage an La Cebada, Calle San Miguel in Morro Jable
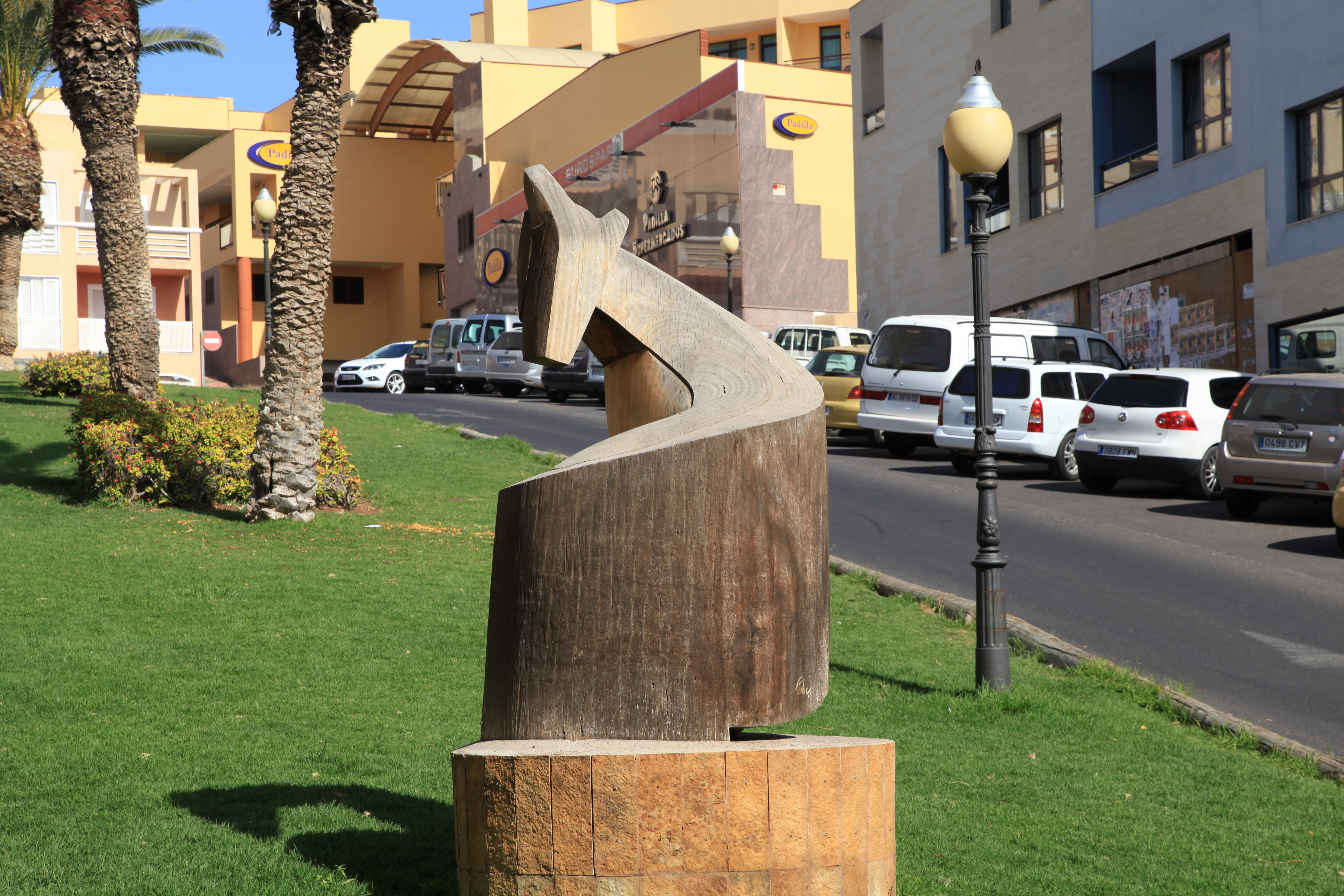
La Costa, Morro Jable
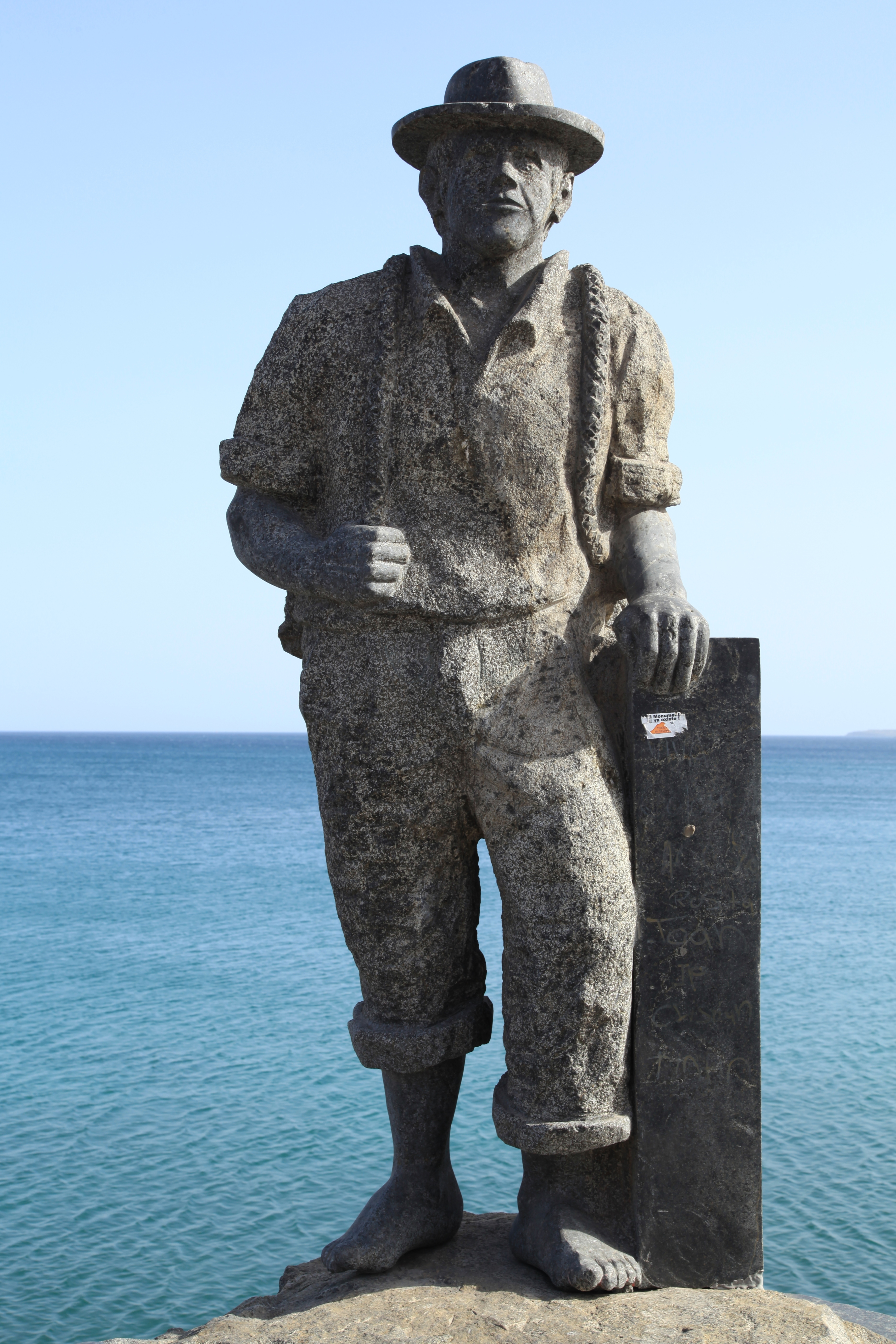
Pescador de viejas, Puerto del Rosario
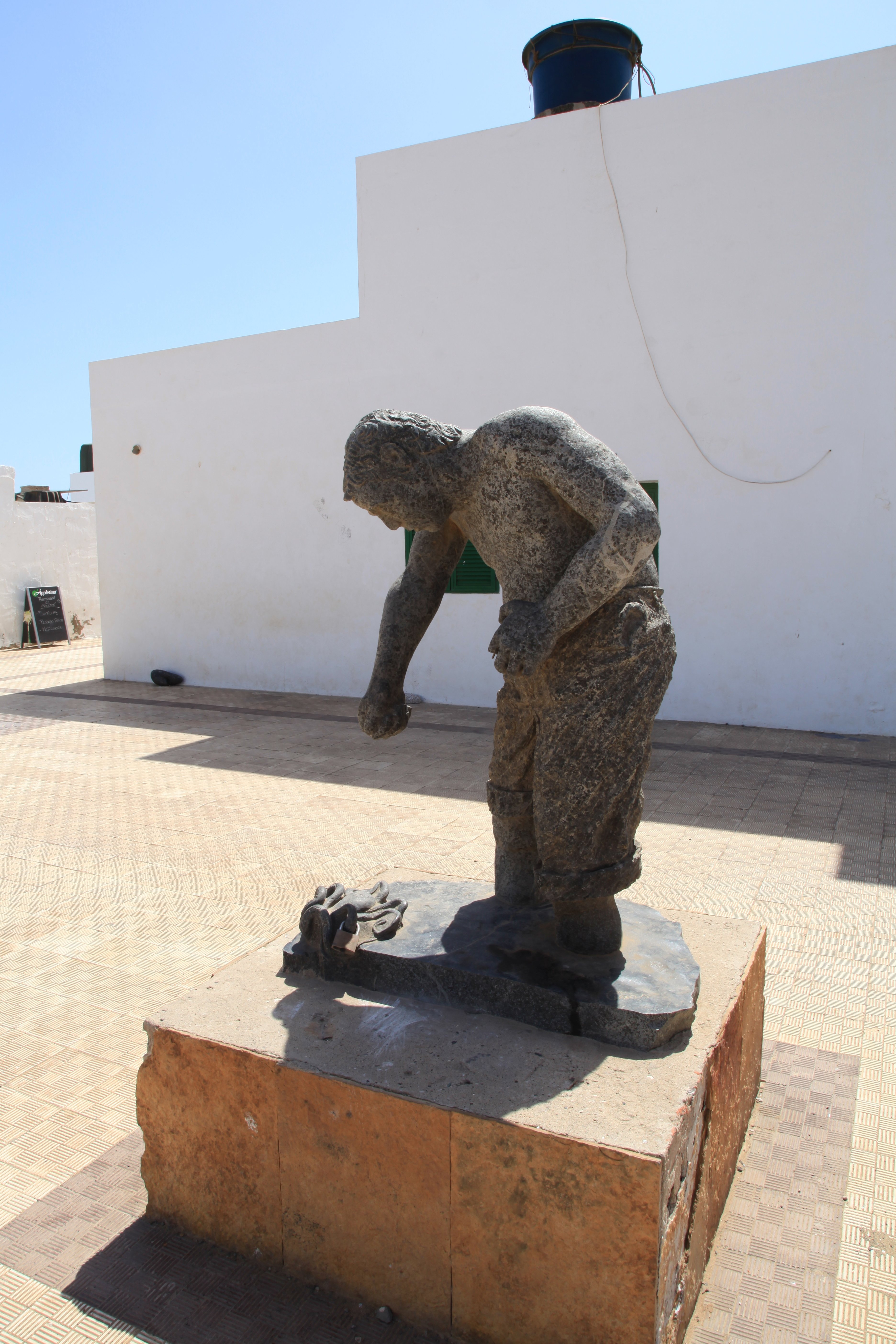
Puerto de la Cruz, Pájara
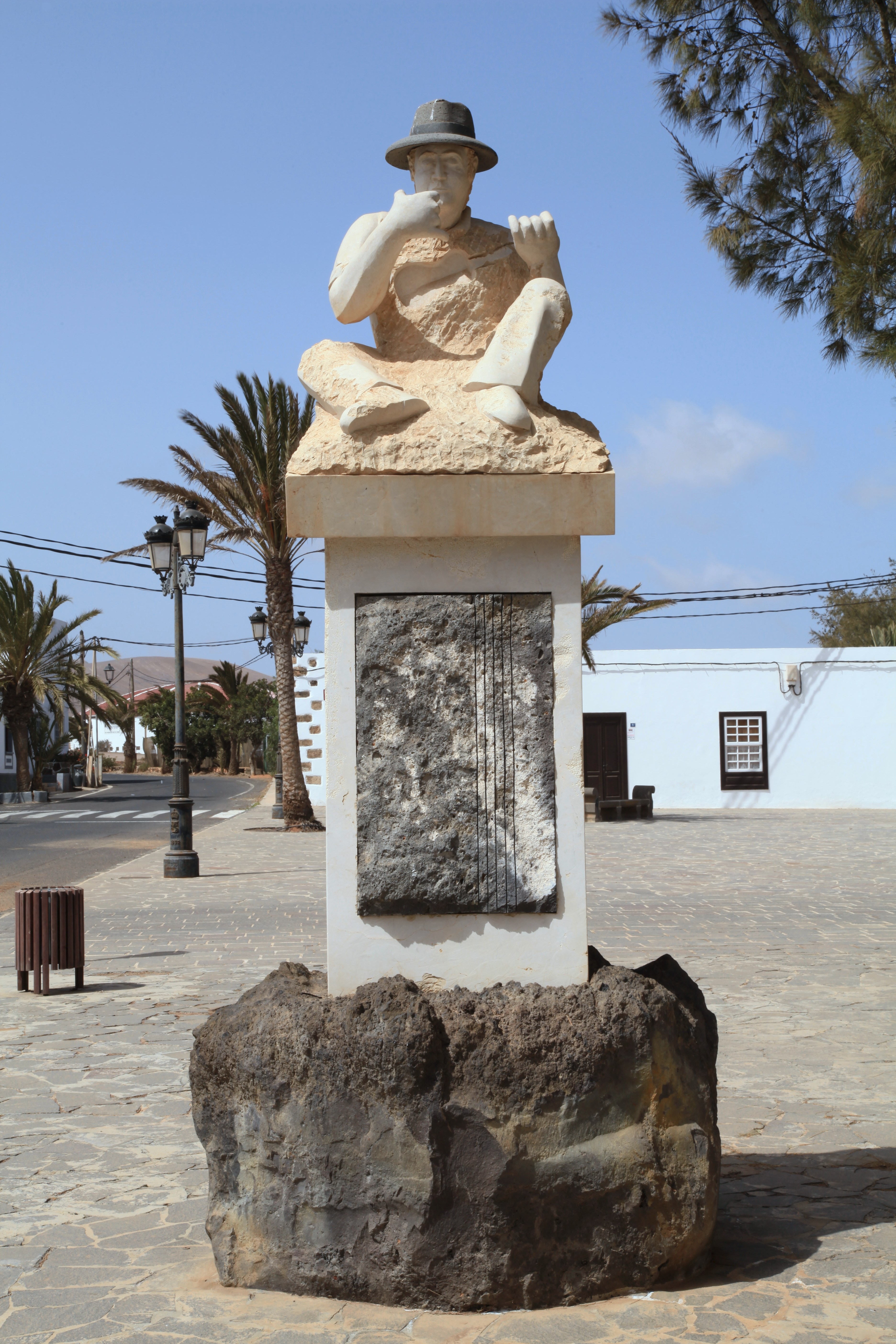
Timplista, Puerto del Rosario
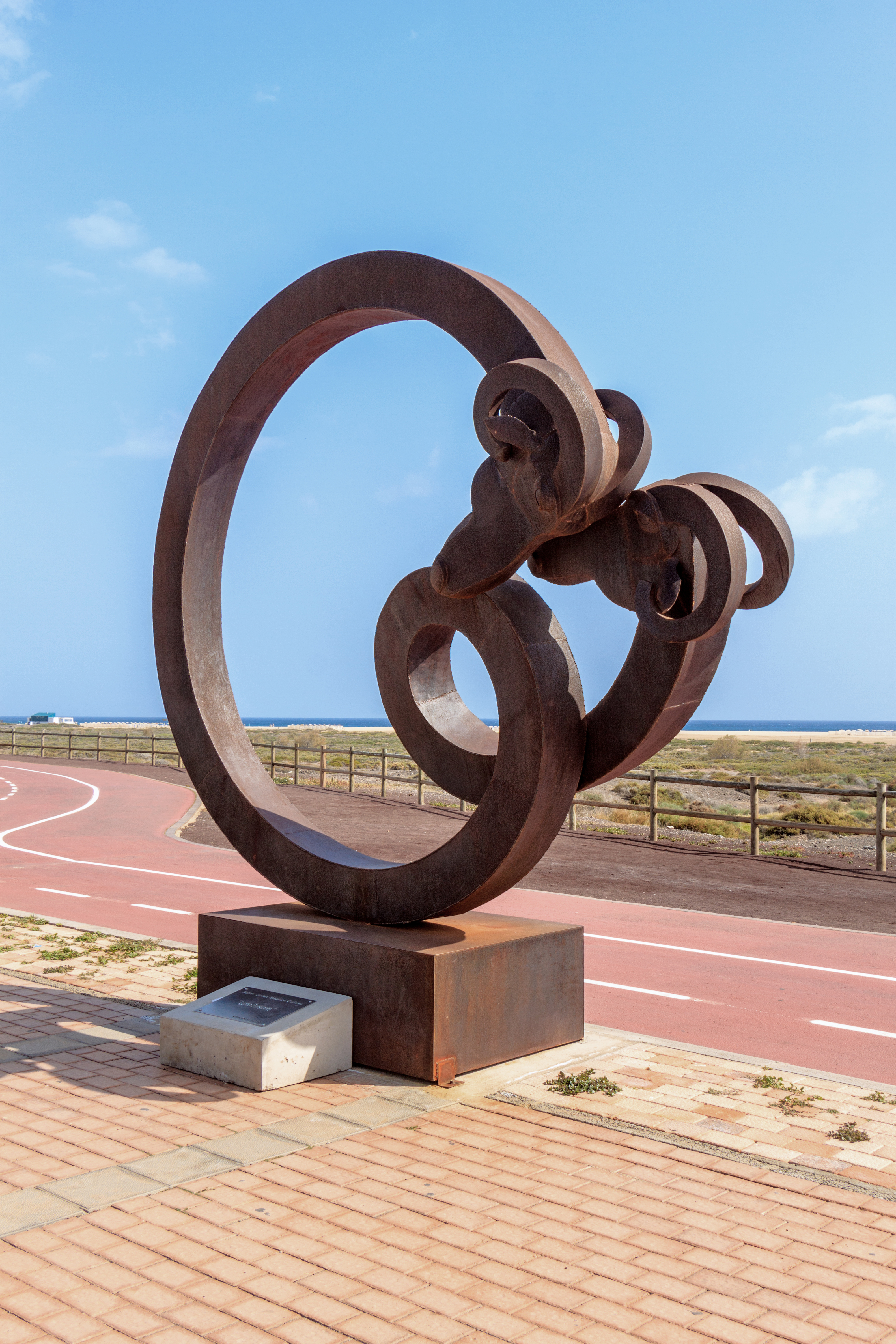
Lucha Constante, Morro Jable
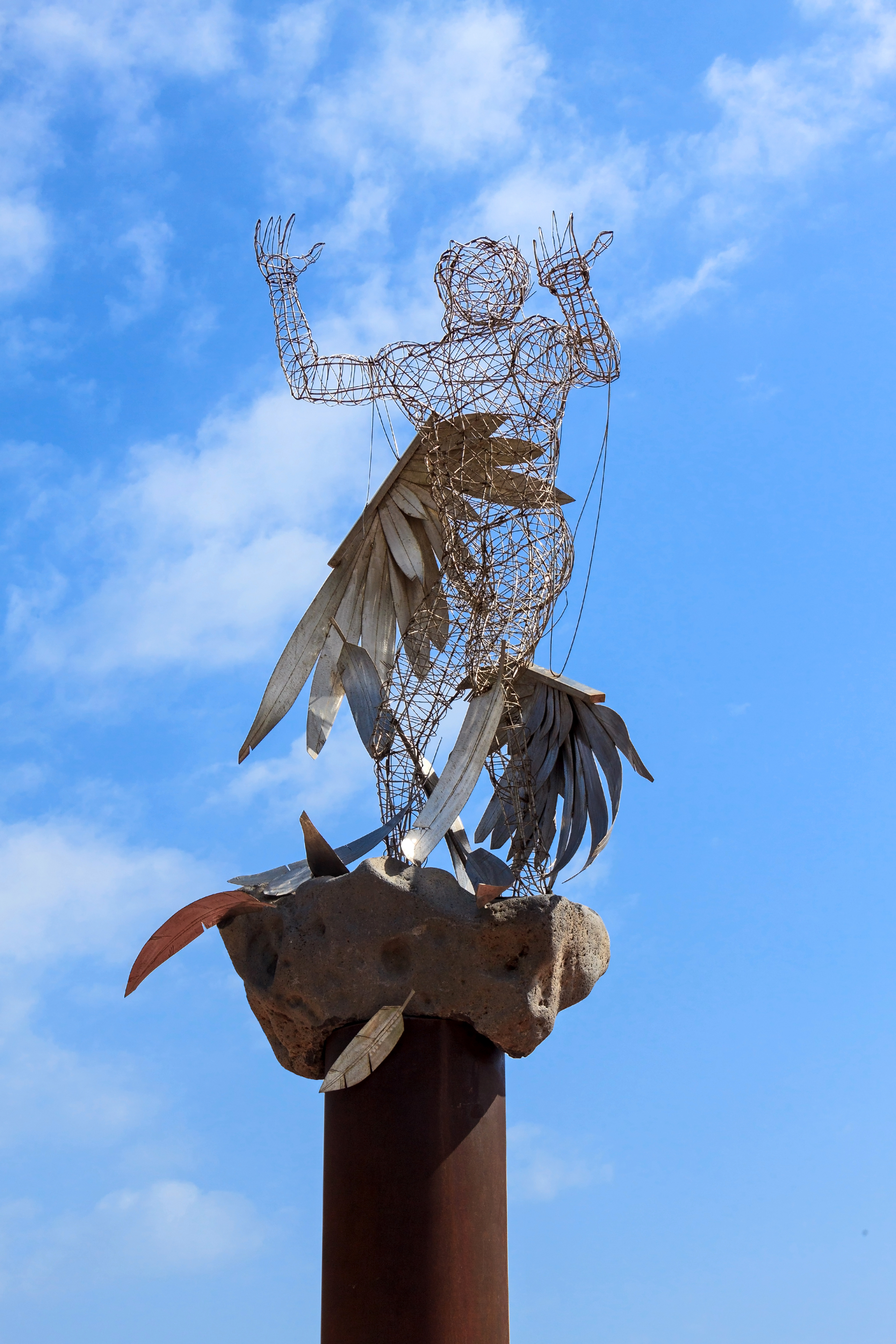
Sueños Rotos, Morro Jable

## Auszeichnungen (Auswahl)
- 2004: Ernennung zum Künstler des Jahres  vom Magazine de Fuerteventura.
- 2005: Erster Platz bei Maxoarte Joven  in der Kategorie Skulptur.
- Am 28. März 2019: Verleihung des Cabildo Insular-Preis.